# Луїджі Сімоні
Луїджі Сімоні (італ. Luigi Simoni, 22 січня 1939, Кревалькоре, — 22 травня 2020, Піза) — італійський футболіст, що грав на позиції півзахисника. По завершенні ігрової кар'єри — футбольний тренер.
Включений в Залу слави «Дженоа».. Є абсолютним рекордсменом за кількістю виходів з командами до Серії А (7 разів): з «Дженоа» (1975/76) і (1980/81), «Брешією» (1979/80), «Пізою» (1984/85 і 1986/87), «Кремонезе» (1992/93 ) і «Анконою» (2002/03), також має в своєму активі один виход до Серії С1 з «Каррарезе» (1991/92).

## Ігрова кар'єра
Народився 22 січня 1939 року в місті Кревалькоре. Вихованець футбольної школи клубу «Фіорентина».

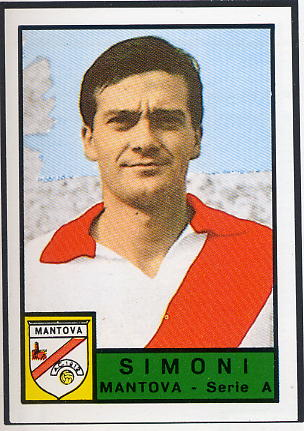
Луїджі Сімоні у 1963 році під час виступів за «Мантову».

У дорослому футболі дебютував 1959 року виступами за «Мантову», в якій провів два сезони, взявши участь у 47 матчах чемпіонату.
У сезоні 1961/62 виступав у Серії В за «Наполі», з яким виграв Кубок Італії та допоміг команді повернутись в Серію А, після чого повернувся в «Мантову», де провів ще два роки.
Своєю грою за останню команду привернув увагу представників тренерського штабу «Торіно», до складу якого приєднався 1964 року. Відіграв за туринську команду наступні три сезони своєї ігрової кар'єри. Більшість часу, проведеного у складі «Торіно», був основним гравцем команди, виступаючи в зв'язці з Луїджі Мероні.
1967 року Луїджі перейшов у «Ювентус», але закріпитись в команді не зумів і наступного сезону перейшов у клуб Серії В «Брешія», з яким зумів вийти в еліту.
1971 року перейшов до клубу «Дженоа», за який відіграв 3 сезони. Граючи у складі «Дженоа» також здебільшого виходив на поле в основному складі команди. Завершив професійну кар'єру футболіста виступами за команду «Дженоа» у 1974 році. В цілому за кар'єру провів 368 професійних ігор (62 голів), в тому числі 187 в Серії А (32 голи).

## Кар'єра тренера
Розпочав тренерську кар'єру невдовзі по завершенні кар'єри гравця, в лютому 1975 року, очоливши тренерський штаб клубу «Дженоа» замість Гвідо Вінченці. В тому сезоні «грифони» завершили чемпіонат на 7 місці, а в наступному виграють дивізіон і виходять в Серію А. У своєму першому сезоні в еліті Сімоні врятував команду від вильоту, проте наступного сезону 1977/78 «Дженоа» займає 14 місце і вилітає назад в другий дивізіон..
Після цього влітку 1978 року Луїджі очолює інший клуб Серії В «Брешію», з якою за підсумками другого сезону виходить в Серію А, проте сам залишається у нижчому дивізіоні, повернувшись в «Дженоа». З генуезцями Сімоні в наступному сезоні також вийшов в Серію А, де працював до 1984 року, поки клуб з 14 місця знову не відправився в нижчий дивізіон.
Надалі Сімоні очолював «Пізу», «Лаціо», «Емполі» та «Козенцу», проте в жодній команді більш ніж на рік не затримувався.
У 1990 році Сімоні очолює «Каррарезе» з яким у першому ж сезоні вилітає у Серію С2, проте залишається в команді і наступного року повертає клуб у Серію С1. Після цього Луїджі став головним тренером «Кремонезе», з яким у першому сезоні вийшов до Серії А, а потім два сезони утримував команду в еліті і лише за підсумками третього сезоні 1995/96 клуб зайняв 17 місце і покинув вищий дивізіон.
У сезоні 1996/97 Сімоні очолював «Наполі», з яким вийшов до фіналу Кубка Італії, проте був звільнений до вирішальної гри через незадовільні результати.
Влітку 1997 року Сімоні очолив «Інтернаціонале» з яким у першому ж сезоні виграв Кубка УЄФА та став віце-чемпіоном Італії. У наступному сезоні клуб не показував таких результатів, через що Сімоні був звільнений, навіть незважаючи на перемогу з рахунком 3:1 нам мадридським «Реалом», завдяки якій міланці виграли свою групу Ліги чемпіонів і вийшли в раунд плей-оф.
Надалі Сімоні працював з «П'яченцою» та «Торіно», проте в жодному клубі не дотренував навіть до кінця сезону, після чого очолював болгарський ЦСКА (Софія), зайнявши з ним третє місце в чемпіонаті. 
У сезоні 2002/03 Сімоні був головним тренером «Анкони», яку вивів до Серії А, проте залишився в нижчому дивізіоні, взявши на наступний сезон «Наполі», яке, втім, незабаром покинув і згодом також недовго попрацював із «Сієною».
У сезоні 2005/06 Луїджі був тренером клубу «Луккезе-Лібертас» в Серії С1, після чого став її технічним директором.
25 лютого 2009 року Сімоні був призначений технічним директором «Губбіо» з Лега Про Секонда Дівізіоне, яке також паралельно очолював у 2009 та 2011–2012 роках.
28 січня 2013 року Сімоні став технічним директором «Кремонезе», а в червні 2014 року був призначений президентом клубу. 2 червня 2016 року покинув посаду і був замінений на Мікеланджело Рампуллу.

## Титули і досягнення

### Як гравця
- Володар Кубка Італії (1):

«Наполі»: 1961–62

### Як тренера
- Володар Кубка УЄФА (1):

«Інтернаціонале»: 1997–98

### Особисті
- Володар премії «Золота лава»: 1997-98